# Famille Secretan
Pour les articles homonymes, voir Secrétan.
La famille Secretan, parfois aussi orthographié Secrétan, est une famille bourgeoise d’origine vaudoise.
Le Dictionnaire historique et biographique de la Suisse (1932) relevait parmi les personnalités issues de la famille « 35 pasteurs, 25 notaires, 10 Dr. en droit ou avocats, 8 professeurs à l'académie ou à l'université de Lausanne ».

## Histoire
L’étymologie du nom de famille Secretan remonte à Sacrista, du latin médiéval sacristanus, personnage responsable d’une sacristie. C’est sans doute ce surnom, en raison d’une activité de sacristain, qui s’est progressivement attaché aux serviteurs de l’église d’Orny, village où l’on trouve les premières mentions de ce patronyme : les curés Louis (1415) et Jean Secretan (1453). Toutefois, le Dictionnaire historique de la Suisse mentionne une première trace des Secretan datant de 1285 déjà. D’autres personnages portent le nom de Sacrista ou Sacriste avant le XVe siècle, mais dans ces cas, tout laisse à penser qu’il s’agit d’une description de la fonction, et non pas du patronyme. Ainsi, Wullyeme Secretan mentionné en 1285, est en fait Guillaume de Goumoëns, sacristain de la cathédrale de Lausanne.
De nombreuses graphies ont été utilisées au fil des siècles: Sacristani, Sacristan, Secrestain, Secrestan, Secrestani, Secretan, Secrétan.
Outre la branche d’Orny, on trouve anciennement des membres de cette famille à Orbe (1426), à Lausanne en 1466, où Henri Secretan est notaire et bourgeois de Lausanne, à Genève (1502), à La Sarraz (1577).
Au fil du temps, les Secretan ont obtenu des droits de bourgeoisie dans diverses communes vaudoises: Lausanne (avant 1466), Genève (avant 1502), Orbe (avant 1518), La Sarraz (1577), Corsier-sur-Vevey 1581), Etagnières (1592), Saint-Sulpice (1597), Boussens (1605), Lully (1613), Vevey (1614), Tolochenaz (1617), Écublens (vers 1650), Saint-Saphorin (1674), Villette (1724), Chexbres (1755), Chardonne (1816).
Sur la longue durée, cette famille s’étend sur plus de 25 générations. Leur généalogie documente plus de 1300 représentants, répartis en diverses branches installées sur les cinq continents. 60 % d’entre eux sont aujourd’hui anglophones.
L’accent aigu sur le second e de Secrétan a été ajouté par le philosophe Charles Secrétan (1815-1895) puis a été adopté par certains membres de la famille pour donner une sonorité moins gutturale à ce patronyme.

## Héraldique
Armes : de gueule au sautoir d'argent, chargé d'un coeur de gueule. (Dictionnaire historique et biographique de la Suisse, vol.6, 1932)

## Personnalités
- Nicolas Secretan (1540-1613), notaire, seigneur[8], conseiller, maisonneur, juge, grossautier, commissaire et boursier. Auteur de la branche installée à Saint-Saphorin (Lavaux)[8].
- Michel Secretan (1619-1695), pasteur de la paroisse de Saint-Saphorin
- Abram Secretan (1699-1777), contrôleur général à Lausanne sous le régime bernois
- Frédéric Samuel Secretan (1750-1835), important personnage dans le monde du courtage maritime britannique et de la Lloyd's
- Philippe Abraham Louis Secretan (1756-1826), personnalité politique[9], directeur helvétique qui, le 24 janvier 1798, prie le bailli Louis von Büren de quitter le Château Saint-Maire.
- Louis Secretan (1758-1839), landamann, avocat de Benjamin Constant et de Madame de Staël, qui joue un rôle déterminant à la fin du régime bernois (1798) et lors de la fondation du Canton de Vaud[10].
- Antoine Joseph Secrétan (1773-1837), colonel-major de la Garde impériale de Napoléon Ier
- Charles Secrétan (1815-1895), philosophe suisse
- Eugène Secrétan (1835-1899), industriel français[réf. nécessaire]
- Marc Secretan (1804 -1867), opticien suisse célèbre pour ses télescopes
- Pierre Eugène Secrétan (1836-1899), industriel et collectionneur de tableaux
- Edouard Secretan (1848-1917), officier et homme politique[11].
- Louis Secretan (1852-1902), professeur de médecine et homme politique suisse, à l'origine de la station climatique de Leysin[12].
- Roger Secrétan (1893-1966), juriste, professeur, diplomate, colonel et généalogiste[13].
- Jacques Secretan (1897-1964), brevet d'avocat, professeur de droit international public et de droit diplomatique et doyen de l'école des sciences sociales et politiques de l'université de Lausanne[14].
- Philibert Secretan (1926-2025), professeur, philosophe et théologien suisse[15].

## Anecdotes
« Mon nom est Secretan, James Secretan » : selon le manuscrit de Casino Royale (1952), Ian Fleming avait nommé son héros James Secretan, en hommage à Charles Secrétan, avant de finalement opter pour James Bond.
Eugène Secrétan (1836-1899) a fait don de 200 tonnes de cuivre pour la construction de la statue de la Liberté.
La ou l'une des toutes premières photos de la planète Mars a été prise par l'astronome Camille Flammarion à l'aide d'une lunette et d'un appareil de photo fabriqués par l'opticien Marc Secretan (1804-1867).
L'arme avec laquelle Vincent Van Gogh a trouvé la mort appartenait à René Secrétan (1874-1957).

## Lieux
- Avenue Charles-Secrétan, une avenue située au centre Lausanne qui porte le nom de Charles Secrétan[19].
- Avenue Secrétan, une avenue du 19e arrondissement de Paris qui porte le nom du colonel-major Antoine Joseph Secrétan.
- Avenue Secrétan, une avenue située à proximité de l'ancien sanatorium de Leysin qui porte le nom de Louis Secretan[20],[21].
- Avenue Secrétan, une avenue située à Dives-sur-Mer qui porte le nom de Eugène Secrétan[22].
- La Halle Secrétan, ou marché Secrétan, est un marché couvert situé dans le 19e arrondissement de Paris, dans la rue éponyme.
- Monument Edouard Secrétan, buste à la mémoire d'Edouard Secrétan situé à l'allée Ernest-Ansermet, Lausanne[23].
- Secretan, une petite gare en Saskatchewan, au Canada, en hommage à l'ingénieur James Henry Edward Secretan (1852-1926)[24].

### Fonds d'archives
- Série : Archives privées. Fonds : Secretan (Bernard) (1601-2015); Cote : CH-000053-1 PP 1005/14. Archives cantonales vaudoises (présentation en ligne).Bernard Secretan, auteur du livre sur sa famille, a regroupé les archives et la documentaton se rapportant à celle-ci